# ناثان هيرد
ناثان هيرد (بالإنجليزية: Nathan Heard)‏ (7 نوفمبر 1936 - 16 مارس 2004)؛ روائي أمريكي.

## روابط خارجية
- ناثان هيرد على موقع IMDb (الإنجليزية)